# Trolejbusy w Wuhłehirśku
Trolejbusy w Wuhłehirśku – zlikwidowany system komunikacji trolejbusowej w Wuhłehirśku w obwodzie donieckim.
System uruchomiono 8 lipca 1982 r. Po likwidacji 28 czerwca 1980 r. sieci tramwajowej, zajezdnia tramwajowa została przekształcona w zajezdnię trolejbusową. W 2014 r. podczas działań wojennych sieć trolejbusowa oraz tabor uległy uszkodzeniu. Po zakończeniu walk nie wznowiono już ruchu trolejbusów.

## Tabor
| Typ     | Liczba |
| ------- | ------ |
| JuMZ T2 | 2      |

Oprócz trolejbusów ZiU-9 na terenie zajezdni trolejbusowej znajduje się wrak trolejbusu KTG-1. W 2009 r. w ruchu znajdowały się 2 trolejbusy. W marcu 2011 r. przybyły dwa nowe trolejbusy JuMZ T2 z 2002 z Kijowa na czas 5 lat. Jeden z nich o nr 536 do Wuhłehirśka przybył w dniu 3 marca wieczorem. Noszą one numery nadane w Kijowie: 532 i 536. Na początku lipca 2011 r. zezłomowano trolejbus ZiU-682B [V00] o nr 007 oraz dwa trolejbusy typu ZiU-682B. Zezłomowane trolejbusy:
| Typ            | Liczba (numery) |
| -------------- | --------------- |
| ZiU-682B       | 2 (nr U04, 003) |
| ZiU-682B [V00] | 1 (nr 007)      |

## Galeria

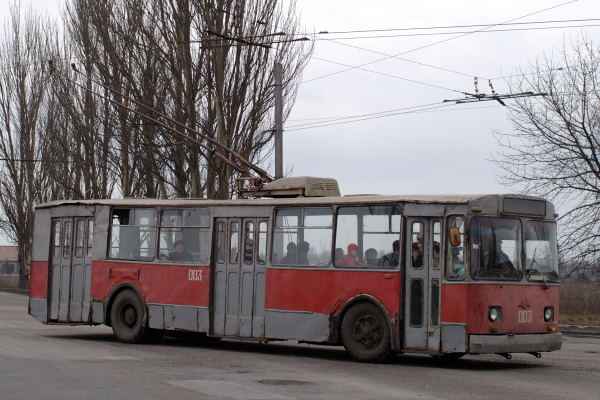
Wuhłehirśki trolejbus ZiU-9-003
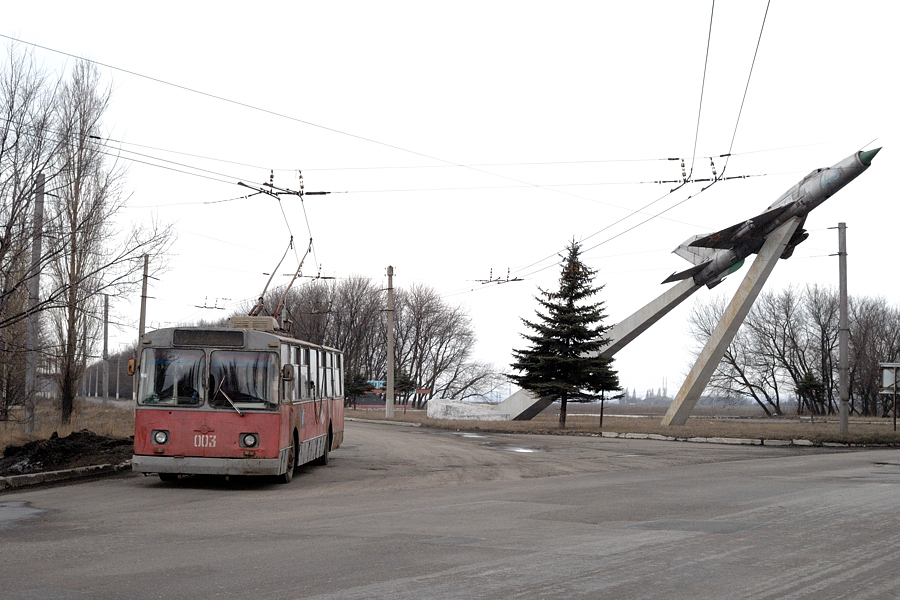
Trolejbus ZiU-9-05
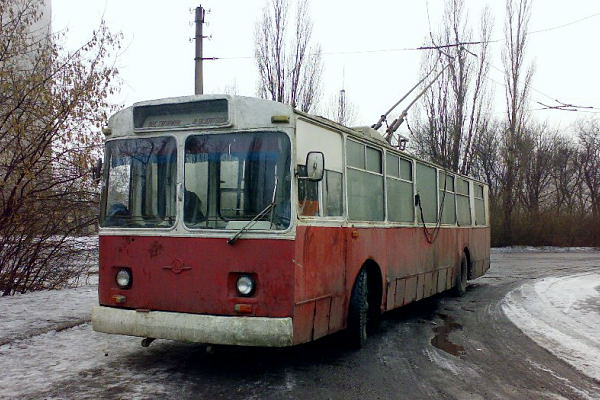
Trolejbus ZiU-9-08
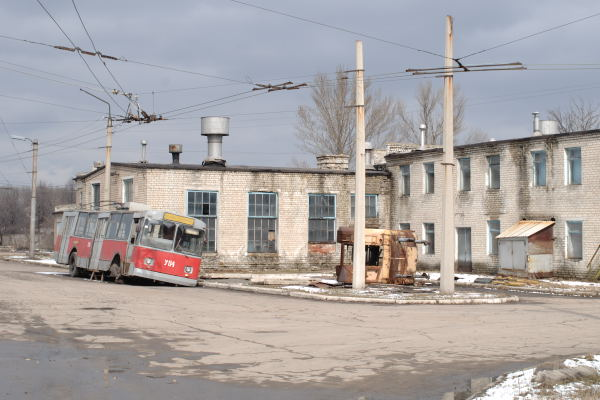
Trolejbus ZiU-9-07 w Wuhłehirśku.